# Man on the Rocks
Albums de Mike Oldfield
Music of the Spheres
(2008) Return to Ommadawn
Man on the Rocks est le vingt-cinquième album studio de Mike Oldfield, sorti le 10 mars 2014 chez Virgin EMI.
L'album, enregistré pendant l'été 2013 à Los Angeles et à Nassau, a été produit par Mike Oldfield et Stephen Lipson. Il contient 11 chansons, interprétées par le chanteur britannique Luke Spiller.
Le morceau Nuclear est utilisé pour le trailer de Metal Gear Solid V: The Phantom Pain, dévoilé durant l'E3 2014.

## Liste des titres
1. Sailing
2. Moonshine
3. Man On The Rocks
4. Castaway
5. Minutes
6. Dreaming In The Wind
7. Nuclear
8. Chariots
9. Following The Angels
10. Irene
11. I Give Myself Away

### Disque 2
Édition Double CD constitué de versions instrumentales. 
1. Sailing
2. Moonshine
3. Man on the Rocks
4. Castaway
5. Minutes
6. Dreaming in the Wind
7. Nuclear
8. Chariots
9. Following the Angels
10. Irene
11. I Give Myself Away

### Disque 3 bonus
Édition Super Deluxe Seulement. Les pièces 1 à 11 sont des démos, les  dernières sont des mixages alternatifs. 
1. Sailing
2. Moonshine
3. Man on the Rocks
4. Castaway
5. Minutes
6. Dreaming in the Wind
7. Nuclear
8. Chariots
9. Following the Angels
10. Irene
11. I Give Myself Away
12. Sailing
13. Dreaming in the Wind
14. Following the Angels
15. I Give Myself Away

## Musiciens
- Mike Oldfield – Guitares, basse, claviers, chœurs, tous les instruments sur le disque 3
- Michael Thompson – Guitares acoustique et électrique
- Stephen Lipson – Guitares acoustique et électrique
- Leland Sklar – Basse
- Matt Rollings – Piano, orgue Hammond B-3
- John Robinson – Batterie
- Davy Spillane – Flûte irlandaise sur Moonshine
- Paul Dooley – Violon sur Moonshine
- Luke Spiller – Chant
- Choristes – Bill Champlain, Alfie Silas Durio, Carmel Echols, Rochelle Gilliard, Judith Hill, Kirsten Joy, Jason Morales, Louis Price, Tiffany Smith

## Production
- Ingénieurs – Mike Oldfield & Stephen Lipson (Battery Studios)
- Howard Willing avec Chris Owens (The Village Studios)
- Steve MacMillan (Ingénieur pour la batterie sur Irene & Dreaming in the Wind aux Steak House Studio, LA)
- Produit par – Mike Oldfield et Stephen Lipson